# Мелитопольский районный совет
Мелитопольский районный совет — законодательное собрание Мелитопольского района. Численность составляет 32 депутата. Главой районного совета является Любцов Евгений Васильевич.

## Созывы

### 1 созыв (1990—1994)
Избран на региональных выборах в марте 1990 года.

### 2 созыв (1994—1998)
Избран на региональных выборах в марте 1994 года.
Председатель — Виталий Ермоленко.

### 3 созыв (1998—2002)
Избран на региональных выборах 29 марта 1998 года.
Председатель — Виталий Ермоленко.

### 4 созыв (2002—2006)
Избран на региональных выборах 31 марта 2002 года.
Председатель — Виталий Ермоленко.

### 5 созыв (2006—2010)
Избран на региональных выборах 26 марта 2006 года. Состоял из 46 депутатов.
Глава — Юрий Есипенко.

### 6 созыв (с 2010)
Избран на региональных выборах 31 октября 2010 года. Состоит из 32 депутатов от 5 партий:
| Партии по числу депутатов           | Партии по числу депутатов | Партии по числу депутатов | Партии по числу депутатов | Партии по числу депутатов |
| ----------------------------------- | ------------------------- | ------------------------- | ------------------------- | ------------------------- |
| Партия регионов (20)                |                           |                           | 62.50 %                   |                           |
| Сильная Украина (5)                 |                           |                           | 15.63 %                   |                           |
| Социалистическая партия Украины (3) |                           |                           | 9.37 %                    |                           |
| Народная партия Украины (2)         |                           |                           | 6.25 %                    |                           |
| Коммунистическая партия Украины (2) |                           |                           | 6.25 %                    |                           |

Главой райсовета повторно избран Юрий Есипенко.
12 сентября 2014 года главой райсовета стал Евгений Любцов.
Список депутатов:

| - Аненко Валерий Александрович - Барцал Виктор Иосифович - Баша Александр Николаевич - Белов Владимир Матвеевич - Бенда Евгений Иванович - Гарабажиу Владимир Сергеевич - Горбань Валерий Иванович - Дымура Николай Иванович - Есипенко Юрий Олегович - Железков Александр Григорьевич - Журавель Виктор Григорьевич - Зезуля Сергей Викторович - Индик Валентин Михайлович - Кастин Игорь Семенович - Королёва Галина Эдуардовна - Курочкин Владислав Юрьевич | - Кусяка Геннадий Владимирович - Любцов Евгений Васильевич - Маргарян Лева Сурикович - Масалабов Василий Николаевич - Мордик Александр Николаевич - Мироненко Александр Сергеевич - Перцевый Александр Григорьевич - Половинкин Алексей Николаевич - Принус Геннадий Александрович - Раков Анатолий Александрович - Руденький Василий Иванович - Селезнёва Тамара Дмитриевна - Сенин Владимир Викторович - Сметанин Сергей Владимирович - Солгалов Алексей Иванович - Щербина Александр Константинович |

## Комиссии
По состоянию на 2014 год в районном совете действуют 6 постоянных комиссий:
- По вопросам бюджета, экономического развития, промышленной политики и инвестиций
- По вопросам управления объектами совместной собственности территориальных общин района и земельных отношений
- По гуманитарным вопросам, социальной политике и труду, здравоохранению, материнству и детству
- По вопросам агропромышленного комплекса, сельскохозяйственного производства, экологии и рационального природопользования
- По вопросам строительства, транспорта, связи, топливно-энергетического комплекса и жилищно-коммунального хозяйства, регуляторной политики и предпринимательства
- По вопросам законности, борьбы с коррупцией, регламента, депутатской деятельности и депутатской этики, прав человека, информации и свободы слова

## Интересные факты
- В 2013 году Мелитопольский районный совет занял второе место на всеукраинском конкурсе Совета Европы «Лучшие практики местного самоуправления» с проектом «Инновационные проекты и программы на службе общества Мелитопольского района»[10].